# Bruguera (Ribes de Freser)
Bruguera és una entitat de població del municipi de Ribes de Freser a la comarca del Ripollès. En el cens del 2016 té 54 habitants. Es va incorporar al terme municipal de Ribes a mitjans del segle xix.
Està situat a 1.200 metres d'altitud, al vessant assolellat i occidental del Taga. L'economia tradicional s'ha fonamentat en el conreu de les terres i bàsicament de l'explotació ramadera. El barri està format per un grup de masies distribuïdes al voltant de l'església de Sant Feliu, que contribueixen a la bellesa del lloc i a la noblesa d'un passat agrícola que encara avui hi és present. El nucli està envoltat de grans valors paisatgístics.
Està comunicat amb Ribes de Freser per la carretera GIV-5263 i amb la N-260 entre Ripoll i Sant Joan de les Abadesses per pista forestal.

## Demografia
|           | 2000 | 2001 | 2002 | 2003 | 2004 | 2005 | 2006 | 2007 | 2008 | 2009 | 2010 | 2011 | 2012 | 2013 | 2014 | 2015 | 2016 |
| Habitants | 57   | 55   | 50   | 58   | 61   | 58   | 60   | 56   | 54   | 56   | 51   | 56   | 54   | 51   | 54   | 55   | 54   |
| --------- | ---- | ---- | ---- | ---- | ---- | ---- | ---- | ---- | ---- | ---- | ---- | ---- | ---- | ---- | ---- | ---- | ---- |